# 鈴木重泰
鈴木 重泰（すずき しげやす）は、戦国時代から安土桃山時代にかけての武将。加賀鳥越城主。鈴木出羽守。

## 生涯
重泰は加賀国白山麓の一向一揆の軍事拠点となる鳥越城（石川県白山市）を築いた、この地の一向一揆の首領である。
元亀元年（1570年）に始まった本願寺と織田信長の戦いは、天正8年（1580年）3月に本願寺法主・顕如が織田信長に降伏することで終わったが（石山合戦）、重泰はその後も織田軍への抵抗を続けた。同年4月には織田信長の部将・柴田勝家により金沢御坊が落ち、同年11月に鳥越城も落城し、重泰は子らと共に討たれた。この時、柴田勝家は降伏を受け入れるためとして重泰を呼び寄せて殺害したともいわれる。『信長公記』によると、同年11月17日、柴田勝家は調略によって加賀の一揆の歴々の者を生害させて、その者たち19人の首を安土に送っており、その中に鈴木出羽守とその子である右京進、次郎右衛門、太郎、釆女の名があった。
重泰の出自については、山内惣庄（白山麓の門徒組織）4組のうちの1つである西谷組の旗本・二曲右京進が領主として発展したもの（または右京進の子孫）という説や、元亀元年（1570年）以降に加賀に派遣された本願寺の武将とする説がある。
天正6年（1578年）に顕如が発給した軍忠を賞する書状では、宛名として山内惣庄と鈴木出羽守が併記されており、重泰が西谷組の旗本という立場を超えている様子が分かる。また、安土に首を送られた19人のうち、子と共に首をはねられたのは本願寺より派遣された武将に限られており、これらのことから、重泰も本願寺から派遣された武将で、石山合戦で本願寺方として戦った紀伊雑賀の鈴木重秀の一族とする説が有力になっている。1977年（昭和52年）から1979年（昭和54年）にかけて行われた鳥越城の発掘調査では、鉄砲団鉛やフイゴの羽口が見つかっており、このことも鉄砲隊を指揮した鈴木重秀との関係をうかがわせている。
重泰の子には、重泰と共に死去した右京進ら4人のほか、林西寺（白山市）の6代目住職となった幸信（1568–1616年）がいたという（「林西寺系図」）。幸信は元和2年（1616年）に49歳で死去し、5代目・明忍の子である浄心が跡を継いだ。

## 後世の一族・子孫
加賀・能登・越中の奇談を集めた『三州奇談』には、重泰の子孫が登場している。それによると、重泰の子孫で今枝氏の家士である鈴木唯右衛門は、一目見るだけで狂乱の類が治る霊刀「四つ替り」を所持していたという。同じく重泰の子孫である鈴木次助も霊刀を持ち、手取川で大蛇を切ったところ、その血で川の水が秋の木の葉のようになったため、その刀は「紅葉の賀」と呼ばれるようになったとされる。
また、前田利常の時に釜清水で十村役に命じられた鈴木氏の一族がいた。その子孫は大正期の時点で存続している。